# Wingfield (Bedfordshire)
Pour les articles homonymes, voir Wingfield.
 (février 2025).
Si vous disposez d'ouvrages ou d'articles de référence ou si vous connaissez des sites web de qualité traitant du thème abordé ici, merci de compléter l'article en donnant les références utiles à sa vérifiabilité et en les liant à la section « Notes et références ».
Wingfield est un hameau du Central Bedfordshire. Le village fait partie de la paroisse civile de Chalgrave, la ville la plus proche étant Houghton Regis.
Wingfield fait partie du ward de Heath and Reach qui envoie un conseiller au Central Bedfordshire Council. Ce ward a été créé en 2011 et est depuis[Quand ?] représenté par Mark Versallion.
Le hameau est traversé par un sentier de grande randonnée, l'Icknield Way Path (en).